# Wapen van Bonheiden

Het wapen van Bonheiden

Het wapen van Bonheiden is het heraldisch wapen van de Antwerpse gemeente Bonheiden. Het wapen werd op 8 november 1989 per Koninklijk Besluit aan de gemeente toegekend. De gemeente voerde voor de fusie met Rijmenam een eigen wapen. Deze werd op 21 oktober 1958, eveneens per Koninklijk Besluit, aan de toenmalige gemeente Bonheiden toegekend.

## Blazoeneringen
De eerste blazoenering van het wapen van Bonheiden luidt als volgt:
Van azuur met een kameel van goud, met in de muil een ring van dezelfde kleur waaraan een toom van keel vastgemaakt is, gekroond met dezelfde kleur, en vergezeld van drie ouderwetse stijgbeugels van zilver, gebonden van goud - het schild getopt met een kroon van drie fleurons, van elkaar gescheiden door drie parels geplaatst 1 en 2, en gedragen door twee kamelen van delfde aard als die van het schild, elk een banier vasthoudend, die van rechts gedeeld: 1 met het wapen van het schild; 2 gevierendeeld: 1 en 4 van goud met een dwarsbalk geschakeerd van zilver en van keel van drie rijen, vergezeld in het schildhoofd van een leeuw van keel uitkomend boven de dwarsbalk; 2 en 3 van keel met drie ouderwetse stijgbeugels van zilver, gebonden van goud; die van links, gedeeld: 1 van zilver met vier palen van sabel; 2 van zilver met een verhoogde dwarsbalk van goud, vergezeld van negen stukken van vair, vier in het schildhoofd, drie en twee in de schildvoet, aangeengesloten en elkander aanrakende.
Het wapen is blauw van kleur, met daarop een gouden kameel. De kameel heeft in zijn bek een gouden ring met rode tuigage om dat om de nek reikt. De kameel heeft een rode kroon van drie bladeren op zijn hoofd. Rondom de kameel staan drie zilverkleurige stijgbeugels. Bovenin twee en onderin, tussen de poten van de kameel, een. Boven op het schild staat een gouden kroon van drie bladeren met tussen de bladeren drie parels, twee onderin en één erbovenop. Dit is een zogenaamde ouderwetse Franse markiezenkroon.
Als schildhouders twee kamelen gelijk aan die op het schild, maar elk met een banier. Foutief wordt de eerste kameel als de rechter aangeduid. In de heraldiek wordt het wapen beschreven alsof de kijker achter het schild staat. De eerste kameel houdt een banier vast dat gedeeld is, dus in twee verticale delen. Het eerste is gelijk aan het schild: blauw met een gouden kameel met drie zilveren stijgbeugels. Het andere deel is opgedeeld in vier delen, of kwartieren. Het eerste en vierde zijn goudkleurig met daarop een dwarsbalk van afwisselend zilveren en rode vierkantjes. De dwarsbalk is drie rijen hoog. Aan de bovenzijde een gouden veld met daarop een rode leeuw die als het ware uit het vak er onder komt. Het tweede en derde veld zijn rood van kleur, met daarin drie ouderwetse stijgbeugels van zilver met gouden riemen. De andere kameel houdt eveneens een gedeelde banier vast. De eerste helft is van zilver met daarop vier zwarte palen. Het tweede deel is van negen stukken vair, vier daarvan helemaal bovenin en onderin drie en twee. Tussen de vair een verhoogde, gouden dwarsbalk. Per regel raken de stukken vair elkaar aan. De stukken vair zijn blauw van kleur in een zilveren veld.
De huidige blazoenering luidt als volgt:
In lazuur een zespuntige ster van zilver, een schildhoofd van goud links beladen met drie palen van keel en een vrijkwartier van goud beladen met een klaverblad van sinopel. Het schild getopt met een kroon met dertien parels waarvan drie verheven, overtopt met een helm van zilver, getralied, gehalsband en omboord van goud, gevoerd en gehecht van keel, getopt met een kroon met vijf fleurons van goud, met dekkleden van goud en van lazuur; helmteken: een kop en een hals van een haan van sabel, gekamd, gebaard, gebekt en geoogd van keel, tussen een vlucht van goud en van lazuur; schildhouders: twee aanziende tijgers van natuurlijke kleur, houdende elk een banier, die van rechts met het wapen van het schild, die van links van zilver met drie golvende dwarsbalken van lazuur, in het schildhoofd vergezeld van drie mereltjes van sabel.
Het wapen is blauw van kleur met daarop een zilveren ster met zes punten. Bovenaan het schild is een schildhoofd geplaatst, deze is geheel van goud met daarop drie rode verticale banen. Officieel zijn er nog drie, maar die zijn voor het zicht onttrokken door een gouden vrijkwartier met daarin een groen klavertje drie. Het vrijkwartier is iets hoger dan het schildhoofd.
Op het schild staat een antieke gravenkroon van tien parels op de band, met drie parels die op andere parels liggen. Op de kroon staat een zilveren helm met gouden tralies, band om de hals en band om de schouders. De voering is rood van kleur. Op de helm staat een markiezenkroon van vijf bladeren. Onder deze kroon komt een zogenaamd dekkleed uit dat blauw met goud is, gelijk aan de meest voorkomende kleuren op het schild. Op de helm staat ook een hanenkop, met nek, dat zwart is van kleur. De kam, kinlel, snavel en ogen zijn rood van kleur. Aan weerszijden van de kop staat een vleugel, heraldisch rechts een gouden en links een blauwe.
De twee schildhouders zijn tijgers in kleuren zoals die ook in de natuur voorkomen. Beide kijken naar de toeschouwer (aanziend = aankijkend). Beide houden een banier vast. De rechter (links voor de toeschouwer) houdt een banier vast dat gelijk is aan het schild. De linker houdt een banier vast met daarop in zilver drie blauwe, golvende dwarsbalken. Boven de drie dwarsbalken staan drie zwarte merletten of poot- en snavelloze vogeltjes.

## Geschiedenis
Bonheiden voerde tot 1958 op officieuze gronden, dus nooit officieel toegekend of erkend, het wapen van de familie Berthout-Boutersem. In 1958 kreeg de gemeente een officieel wapen toegekend. Dit wapen was gelijk aan dat van de graven van Romrée.
In 1977 fuseerden de gemeenten Bonheiden en Rijmenam tot de nieuwe gemeente Bonheiden. Na de fusie gaf de gemeenteraad aan het wapen van Rijmenam te willen gaan gebruiken. Dat wapen was gebaseerd op een zegel van de schepenbank. Dit zegel dateerde van 1762 of later en toont het wapen van de heren van Rijmenam, de familie Cuypers, zoals zij het voerden vanaf 1762. De familie behield de (grafelijke) rechten op Rijmenam vanaf omstreeks 1695, tot het einde van het ancien régime. De grafelijke kroon werd vanaf 1762 op het wapen gevoerd, na het verkrijgen van de grafelijke titel.

## Vergelijkbare wapens
Het (voormalige) wapen van Bonheiden is op historische gronden te vergelijken met de volgende wapens:

Het wapen van Berthout-Boutersem
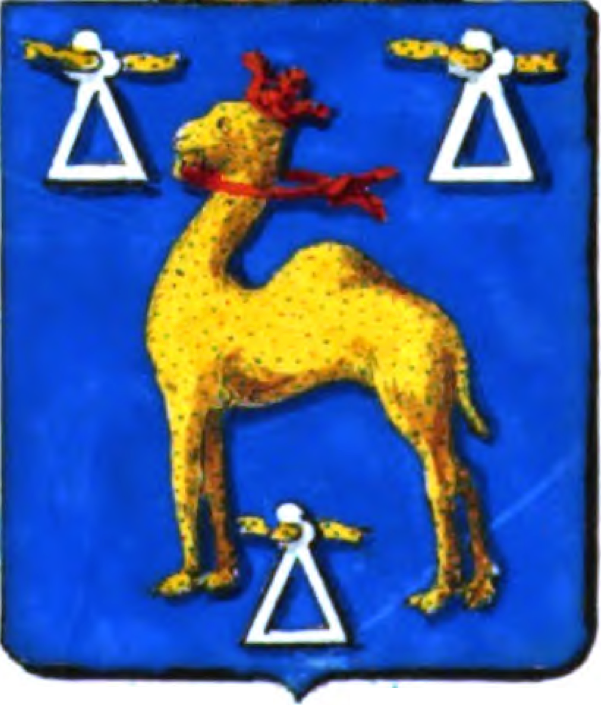
Het wapen van de familie De Romrée de Vichenet, zonder schildhouders en andere extra's